# Moda ecosolidale
La moda ecosolidale è un settore che si è sviluppato negli ultimi anni all'interno dell'industria della moda. È una moda basata su una produzione solidale nei confronti dell'ambiente, che si avvale dunque di materiali di riciclo e prodotti naturali, concentrandosi soprattutto sulla questione dell'impatto ambientale dei prodotti. Per essere ecosolidale, un prodotto di moda dovrebbe essere di tipo locale, avere un design semplice, essere costituito da materiali naturali e riciclabili, ed avere un imballaggio ridotto all'essenziale.
L’Istituto per la Certificazione Etica ed Ambientale (ICEA) certifica oltre ai prodotti cosmetici anche quei tessuti che sono stati lavorati seguendo i criteri stabiliti da GOTS (Global Organic Textile Standard) che, a sua volta, rilascia le certificazioni e le applicazioni dei certificati sul prodotto finito.

## Global Organic Textile Standard
Il Global Organic Textile Standard (GOTS) è riconosciuto come il più importante standard internazionale per la produzione sostenibile di capi e tessuti realizzati con fibre naturali provenienti da agricoltura biologica. Possono essere certificati secondo il GOTS prodotti tessili e prodotti chimici per l'industria tessile.
Il Global Organic Textile Standard è stato sviluppato da importanti organizzazioni internazionali nel settore dell'agricoltura biologica, al fine di garantire al consumatore che i prodotti tessili biologici siano stati ottenuti nel rispetto di rigorosi criteri ambientali e sociali applicati a tutti i livelli di produzione: dalla raccolta nel campo delle fibre naturali fino all'etichettatura del prodotto finito. GOTS, rispondendo alla forte domanda di criteri di produzione da parte dell'industria e alla distribuzione di prodotti tessili e di abbigliamento, ha ottenuto un vasto riconoscimento internazionale che permette a chi produce e a chi vende prodotti tessili biologici di avere a disposizione una certificazione riconosciuta in tutti i mercati principali.
Secondo GOTS sono certificabili:
- prodotti tessili
- attività manifatturiere
- prodotti chimici per l'industria tessile.

### Iter di certificazione
L’iter di certificazione si occupa nello specifico di quattro punti: 
1. La valutazione preliminare, in questa prima fase avviene una valutazione iniziale del processo di produzione e dei prodotti finiti. Prevede la valutazione della composizione dei prodotti per i quali è richiesta una certificazione inerente alla conformità delle materie prime biologiche e all’idoneità dei prodotti chimici impiegati.
2. La verifica ispettiva, volta ad accertare la conformità dei prodotti sulla base dei criteri stabili dalla GOTS[1], ossia la corretta organizzazione e gestione dei processi di fabbricazione e delle procedure interne e il rispetto dei criteri ambientali e sociali.
3. L'emissione del certificato di conformità, che è la terza fase ed avviene sulla base delle informazioni e dei dati raccolti nei passaggi precedenti. Al suo interno riporta l’elenco dei prodotti e dei processi che sono stati certificati.
4. La sorveglianza avviene annualmente e corrisponde alla fase finale, ha a che vedere con le ispezioni delle unità produttive, dei centri di magazzinaggio e di distribuzione dei prodotti, per verificare il mantenimento delle condizioni di conformità.

## Ecolabel UE
Ecolabel UE è un marchio ecologico istituito dall’Unione Europea nel 1992 dal Regolamento n. 880/92 ed è oggi disciplinato dal Regolamento (CE) n. 66/2010 in vigore nei 28 Paesi dell’Unione Europea e nei Paesi appartenenti allo Spazio Economico Europeo – SEE (Norvegia, Islanda, Liechtenstein). 
È sottoposto a certificazione da parte di un ente indipendente, che è un organismo competente. I criteri Ecolabel sono stabiliti a livello europeo con la partecipazione di parti interessate, tra cui anche associazioni europee di consumatori e associazioni ambientaliste. Questi criteri riguardano anche aspetti importanti inerenti alla salute e alla sicurezza dei consumatori e, ove pertinente, i principali aspetti sociali ed etici dei processi produttivi.

## I materiali ecologici per la moda solidale
Il settore tessile è uno dei settori manifatturieri più rilevanti al mondo. Il suo impatto inquinante è, inoltre, particolarmente elevato, ritenuto secondo solo a quello dell'industria petrolifera. 
La moda ecosostenibile promuove l'utilizzo di materiali naturali, tenendo conto del consumo di acqua ed energia, l'utilizzo del suolo, l'ecotossicità e le emissioni di gas serra impiegati per le coltivazioni dei materiali stessi. Nella moda ecosolidale i materiali maggiormente impiegati sono:
- Il cotone è una delle materie prime più diffuse nel mondo, le sue coltivazioni occupano il 2,4% di tutti i terreni agricoli ed essendo soggetta all'attacco di insetti richiede l'utilizzo del 6% di tutti i pesticidi e il 16% di tutti gli insetticidi usati nel mondo.[3] Il cotone però, biologicamente coltivato, non utilizza insetticidi: l'eliminazione degli insetti avviene o in modo naturale o attraverso l'utilizzo di insetti predatori; questo ne abbassa l'impatto ambientale e diminuisce i rischi per la salute.
- La canapa è un altro tessuto biologico - ottenuto da fusti di piante di Cannabis sativa - la cui coltivazione si sta riaffermando. La coltura di canapa non richiede né un grande quantitativo d'acqua né l'uso di insetticidi e ricopre diverse zone geografiche, dal Canada all'Australia al Sud Africa. Il precoce abbandono della sua coltura fu dovuto alla concorrenza del nylon, ma è stata ora riscoperta come un materiale da cui si ricavano corde, tessuti, oli per cosmetici, farine e carta.
- La juta, ricavata dalle piante del genere Corchorus, è considerata la seconda fibra più usata dopo il cotone ed è al 100% riciclabile e biodegradabile. Appartiene alla famiglia delle Malvaceae ed è utilizzata soprattutto per la creazione di involucri di beni agricoli, borse, tappeti e cinture.

Altre colture che creano vantaggi per l'ambiente sono il bambù e l'ortica.
- Il bambù una pianta a portamento e sempreverde. Il suo tessuto - robusto e traspirante- ha un agente antibatterico conosciuto come Bamboo Kun con funzione deodorante. Il bambù essendo una pianta forte e resistente viene impiegata per usi diversi: dalla costruzione di condotte d'acqua rudimentali a ombrelli e stuoie.
- L'ortica, invece, è una pianta erbacea angiosperma dicotiledone che non richiede l'uso di insetticidi e può essere coltivata per svariati anni consecutivi sulla stessa area. Da questa erba si ricava un tessuto robusto, antistatico, anallergico che può essere battuto e sfibrato per la tessitura di stoffe somiglianti alla canapa o al lino.

## Materiali ecologici innovativi

### Jacroki
Nel mondo sostenibile, oltre ai tessuti biologici e alle fibre naturali, fanno la loro comparsa altri materiali innovativi.
Venticinque anni fa è nata l'azienda Okinawa, che sfrutta l'impiego di materiali riciclabili applicabili a svariati prodotti. Dopo due anni di lavoro viene presentato un nuovo materiale - Jacroki - nato dalla lavorazione di scarti e rifiuti. La componente principale è la cellulosa (80%) incorporata con rifiuti cartacei riciclati e lattice.
Jacroki si presenta in vari colori e forme, può essere lavato, stampato, e può essere usato in diversi settori, dall'arredamento alla pelletteria alla cartotecnica.
Note case d'abbigliamento hanno selezionato Jacroki per le loro nuove collezioni.

## Moda ecosolidale, business e tutela per il pianeta
Moda e design diventano sempre più sostenibili ed ecologici, la prova è data dalla maggiore diffusione di tessuti naturali, tinture non chimiche, utilizzo di materiale riciclato e l’affidamento ad una filiera che eviti gli sprechi.
Per essere alla moda pur scegliendo un capo green, non c’è bisogno di rinunciare a nulla, infatti le erbe tintorie permettono di ottenere risultati ottimali. I materiali naturali più utilizzati sono: il cotone, la canapa, la lana e il bambù, da questi si ricavano dei tessuti che hanno la peculiarità di mantenere l’umidità al giusto livello oltre che a rispettare l’ambiente, evitando l’immissione di inquinanti e pesticidi, permettendo inoltre la tutela della forza lavoro coinvolta nel processo di produzione.
I grandi marchi si stanno avvicinando sempre più a questa nuova tendenza e a creare delle collezioni a prezzi accessibili. Ne è un esempio Alberta Ferretti che ha presentato la collezione “Pure Treads”, completamente biologica e certificata. Non esiste una vera e propria certificazione per i capi ecosostenibili, proprio per questo motivo è diventato difficile avere la totale consapevolezza di acquistare un prodotto completamente ecosolidale.

## Green Carpet Fashion Awards
Il 24 settembre 2017, al Teatro alla Scala di Milano, si sono tenuti i primi Green Carpet Fashion Awards, in occasione dell'evento Milano Moda Donna. L'iniziativa, promossa dalla Camera Nazionale della Moda Italiana in collaborazione con Eco Age, premierà l'eco sostenibilità nel mondo della moda. All'evento hanno partecipato non solo stilisti italiani noti a livello internazionale (come Giorgio Armani, Prada, Gucci e Fendi) ma anche tanti designer emergenti.
Per poter partecipare, stilisti e designer si sono dovuti allineare a dieci criteri guida (indicati sul sito ufficiale di Eco Age) che delineano i livelli di eco sostenibilità tramite i quali operano.
L'obiettivo principale dell'evento era, infatti, quello di premiare le marche che si distinguevano per l'utilizzo di codici etici ed eco sostenibili nei loro criteri di creazione e produzione. I riconoscimenti a tale evento non hanno coinvolto solo gli stilisti, ma anche coloro che lavorano nell'industria manifatturiera legata alla moda.
Livia Firth, fondatrice dell'iniziativa Eco Age, ha sottolineato la grande potenzialità del patrimonio del design italiano per promuovere il progetto a livello internazionale. A tale proposito ha infatti dichiarato che l'Italia è uno dei paesi in cui l'attenzione alla sostenibilità nelle produzioni di moda è più alta rispetto ad altri.
Un altro importante obiettivo dell'iniziativa era quello di partire dall'Italia per raggiungere tutto il mondo. L'evento, infatti, era il primo di questo tipo tenutosi su scala globale. 
I premi assegnati sono corrispondenti a 5 categorie: 
GCFA Visionary Award attribuito a colui che si è contraddistinto per visione laterale e lungimirante con particolare attenzione alla sostenibilità ambientale e umana.
GCFA Responsible Disruption Award attribuito a colui che ha dimostrato capacità nel distinguersi e creare una "spaccatura" (da disruption, appunto) nel settore.
GCFA Best Independent Designer Award attribuito a colui che ha sviluppato individualmente un progetto degno di nota.
GCFA North Star Award attribuito a colui che ha svolto il proprio ruolo in maniera brillante.
GCFA Art of Craftmanship Award attribuito alla miglior manodopera.
Sin dal primo anno, il premio consegnato ai vincitori di ogni categoria degli award è stato realizzato da Chopard. Si tratta di una statuetta in oro etico certificato che sembra evocare gli schizzi delle creazioni e delle modelle realizzati dagli stilisti.